# Wallander – Arvet
Wallander – Arvet är en svensk thriller från 2010. Det är den 11:e filmen i den andra omgången med Henriksson som Kurt Wallander. Filmen släpptes på DVD den 21 april 2010. Filmen är tillåten från 15 år.

## Handling
På Bräda Musteri hålls affärsmiddag för att lansera musteriets nya produkter då företagets VD Manfred Stjärne blir mördad. Vill någon konkurrent förstöra Brädas rykte eller var motiven till morden personliga? Wallander inser snart att pengar är inblandade och att någon eller några inte drar sig för ytterligare mord för att nå sina mål vad gäller Bräda. Mordvågen fortsätter och kanske härjar en metodisk seriemördare i Ystad. Polisen dras in i en härva av hjärntvätt, otrohet och hatiska före detta anställda, en härva som kommer att påverka Wallander personligen på ett sätt han aldrig kunnat föreställa sig.

## Rollista
Återkommande:
- Krister Henriksson - Kommissarie Kurt Wallander
- Lena Endre - Katarina Ahlsell, åklagare
- Mats Bergman - Nyberg, kriminaltekniker
- Douglas Johansson - Martinsson, kriminalinspektör
- Fredrik Gunnarsson - Svartman, polisman
- Nina Zanjani - Isabelle, polisaspirant
- Sverrir Gudnason - Pontus, polisaspirant

I detta avsnitt:
- Annika Hallin - Claire
- Ruth Vega Fernandez - Beatrice
- Björn Andrésen - Andreas Manrell
- Kenneth Milldoff - Benjamin Wilkes
- Björn Andersson - Walfrid Torstensson
- Jessica Liedberg - Ylva Sandström
- Simon J. Berger - Stefan Wilkes
- Sven Nordin - Manfred
- Eva Fritjofson - Mariana
- Maria Sundbom - Anette
- Janne Aimée Fevik - Anna
- Hans-Peter Edh - Polispsykolog
- Carlos Fernando - Ystads polis
- Henrik Friberg - Ystads polis